# Antonio Masip Hidalgo
Antonio Alejandro Masip Hidalgo (1946) és un polític asturià que milita en el Partit Socialista Obrer Espanyol. Fill de Valentín Masip, alcalde d'Oviedo durant el franquisme, i de Carmen Hidalgo.

## Biografia
Va néixer a Oviedo en 1946, va estudiar Dret i tres anys de Ciències Econòmiques a la Universitat de Deusto. Està casat amb Eloína Fernández i té dos fills, Aida i Marco.
Va exercir d'advocat des de 1972. Lluitador contra el franquisme en diversos moviments polítics, començant en el FELIPE, va formar part, com a nombre 2, de la candidatura d'Unitat Regionalista Asturiana al Congrés dels Diputats a les Eleccions generals espanyoles de 1977, les primeres lliures després de la mort de Franco.
En 1982 va ser nomenat Conseller d'Educació, Cultura i Esports en el primer Govern del Principat d'Astúries. En 1983 va ser escollit alcalde d'Oviedo, el primer socialista des de la II República. Va ser reelegit en les següents eleccions de 1987. En el període entre 1983 i 1987 va compaginar el càrrec d'alcalde amb el de diputat en la Junta General del Principat d'Astúries.
En 1983 va ser nomenat president del Real Instituto de Estudios Asturianos (RIDEA).
Entre 1997 i 2003 va ser Secretari General de l'Agrupació Municipal Socialista d'Oviedo (AMSO-PSOE) i membre del Comitè Federal del PSOE (2000-2004). Fou elegit diputat a les eleccions al Parlament Europeu de 2004 i 2009. Actualment és membre de la Comissió d'Afers Jurídics i de la Delegació del Parlament Europeu per a les Relacions amb Belarús.

## Obres
- Oviedo al fondo (1989)
- Desde mi ventana... (2001)
- Desde Oviedo a Salinas por el Eo (2002)
- Apunte para un estudio de la Guerra Civil en Asturias (dirigit per Manuel Tuñón de Lara)
- La sirenita y otros coletazos
- Indalecio Prieto y Oviedo
- La última reunión del consejo soberano de Asturias y León
- La autodeterminación del Sahara Occidental
- Alegaciones al Estatuto de Autonomía de Asturias
- Asturias en las ediciones de Voyage au bout de la nuit de Céline
- El pintor Luis Fernández